# Copiopteryx semiramis
Copiopteryx semiramis är en fjärilsart som beskrevs av Pieter Cramer 1775. Copiopteryx semiramis ingår i släktet Copiopteryx och familjen påfågelsspinnare. Inga underarter finns listade i Catalogue of Life.

## Bildgalleri

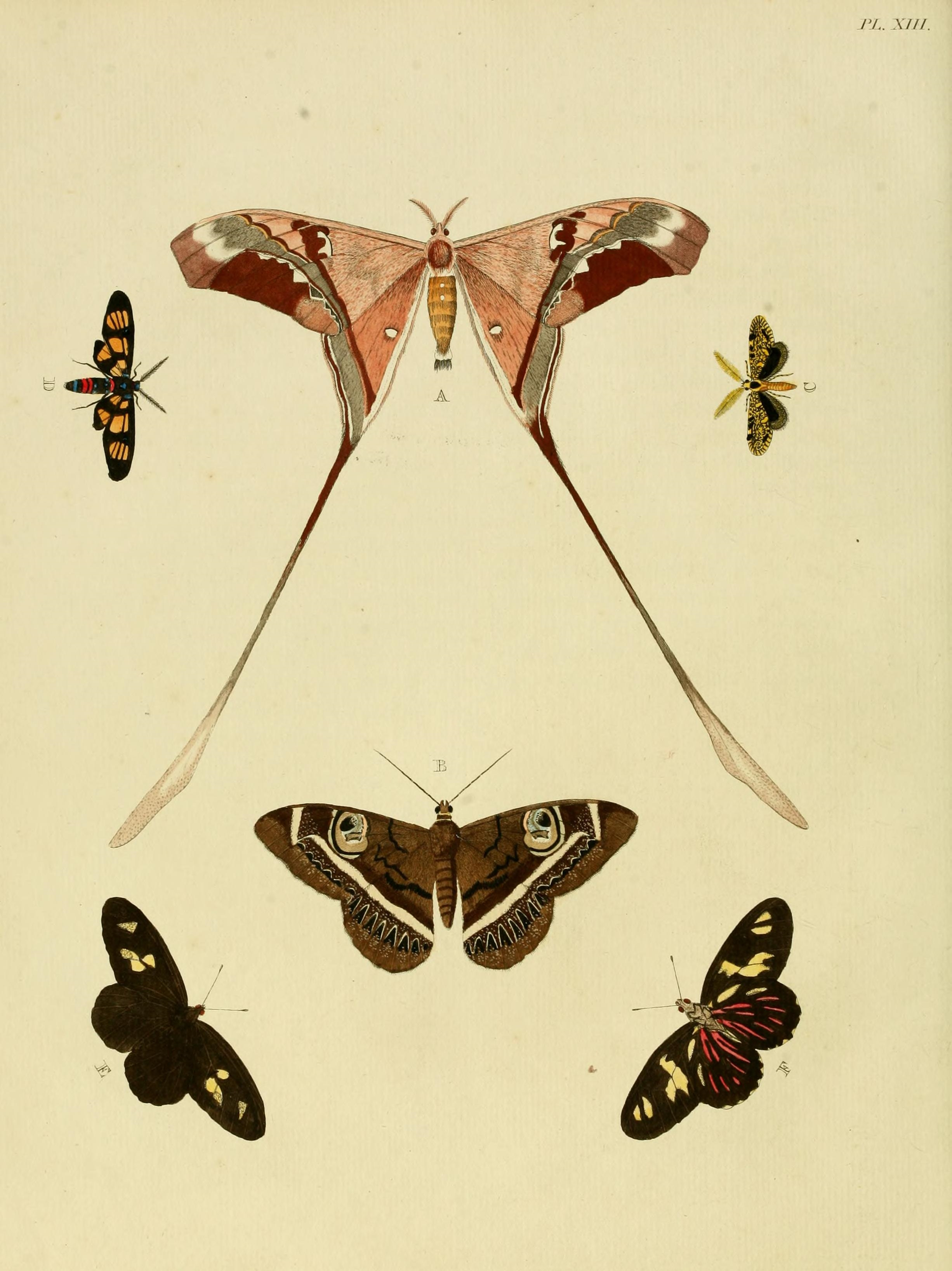